# Åke Lindemalm
Åke Fredrik Lindemalm, född 26 februari 1910 i Lima församling, Kopparbergs län, död 30 april 2004 i Västerleds församling, var en svensk sjöofficer (amiral) och marinchef 1961–1970.

## Biografi
Lindemalm var son till provinsialläkare Oskar Lindemalm och Augusta Florén. Han blev fänrik 1931, kommendörkapten av andra graden 1949, av första graden 1953, kommendör 1957, konteramiral 1961 och viceamiral 1961. Lindemalm genomgick Kungliga Sjökrigshögskolans stabskurs och studerade vid Försvarshögskolan. Han var lärare vid Kungliga Sjökrigshögskolan 1948–1951, chef för 1. ubåtsflottiljen 1951, marinstabens operationsavdelning 1952–1955 och tjänstgjorde på kryssaren HMS Tre Kronor 1955–1956. Lindemalm var flaggkapten 1957–1959, inspektör för ubåts- och helikoptertjänsten 1959–1961 och tjänsteförrättande chef för marinstaben 1960–1961. Han var därefter chef för marinen 1961–1970. I samband med sin pensionering utnämndes han till amiral i reserven 1970.
Han blev ledamot av Kungliga Örlogsmannasällskapet 1949 och ledamot av Kungliga Krigsvetenskapsakademien 1957.

## Privatliv
Lindemalm gifte sig 1934 med Karin Denning (1909–1992), dotter till Viktor Karlsson och Matilda Hagelin. Han var far till Per (född 1939), Gunnar (född 1942) och Mats (född 1944).
Han är begravd på Galärvarvskyrkogården i Stockholm.

## Militär karriär
- 1931 – Fänrik
- 1949 – Kommendörkapten 2. graden
- 1953 – Kommendörkapten 1. graden
- 1957 – Kommendör
- 1961 – Konteramiral
- 1961 – Viceamiral
- 1970 – Amiral

## Utmärkelser
Lindemalms utmärkelser:
- Kommendör med stora korset av Svärdsorden
- Kommendör av 1. klass av Svärdsorden (KSO1kl)
- Riddare av Vasaorden (RVO)